# Psychometrie
Die Psychometrie ist das Gebiet der Psychologie, das sich allgemein mit Theorie und Methode des psychologischen Messens befasst. Hauptaufgaben der Forschung sind vor allem die Entwicklung und Verbesserung theoretischer Ansätze des psychologischen Messens, sowie die Erarbeitung grundlegender Methoden für die Entwicklung von Messinstrumenten und allgemeiner Vorgehensweisen für psychologische Messungen, sowohl für grundlagenorientierte als auch anwendungsorientierte Teilgebiete der Psychologie. Derzeit überwiegen Arbeiten für psychologische Testverfahren, Beobachtungsinstrumente und andere Methoden psychologischen Assessments für eher anwendungsorientierte Teilgebiete, vor allem der Verkehrspsychologie, Personal- und Berufspsychologie, klinischen Neuropsychologie, Schulpsychologie und Rechtspsychologie.

## Definitionen
Die heute gängige Erklärung definiert Psychometrie als „jeden Zweig der Psychologie, der sich mit dem psychologischen Messen befasst“. Nach dieser Auffassung hat also letztlich jeder Bereich der Psychologie psychometrische Anteile, oder, anders ausgedrückt, die Psychometrie ist einer der bereichsübergreifenden, verbindenden, methodischen Ansätze der Psychologie; Psychometrie ist also ein „roter Faden“, der sich durch alle Teilgebiete der Psychologie hindurchzieht. Sie vereint somit alle Psychologen und ist ein wesentliches Element in der Profilbildung des Berufsstandes und der Psychologie als Wissenschaft.
Andere Psychologen bevorzugen in ihrer Berufspraxis interpretierende (qualitative) Methoden der Psychologie und der qualitativen Sozialforschung, wie die qualitative Inhaltsanalyse, differenzierte Verfahren des psychologischen Interviews, psychoanalytische Deutungen. Wechselseitige Missverständnisse sind häufig auf den mehrdeutigen Begriff der Messung (Skalierung) und auf entgegengesetzte Überzeugungen in Grundfragen der Wissenschaftstheorie und der psychologischen Anthropologie zurückzuführen.

## Entwicklungen
Die Psychometrie beheimatet letztlich eine Zusammenstellung spezifischer mathematischer und statistischer Modelle und Methoden. Diese wurden entwickelt, um die im Rahmen psychologischer Forschung gewonnenen empirischen Daten zusammenzufassen und zu beschreiben, und um aus ihnen Schlussfolgerungen zu ziehen. Vor allem dienen sie aber auch der psychologischen Modellbildung, wie z. B. mathematisch-statistischer psychometrischer Modelle über verschiedene kognitive Funktionsbereiche und über Persönlichkeitsbereiche, die aus den entsprechenden grundlegenden Theorien abgeleitet und formalisiert werden.
Diese Zusammenstellung kann grob in drei Kategorien aufgeteilt werden, die zum Teil miteinander interaktionell (also sich gegenseitig beeinflussend und sich befruchtend) verbunden sind, und die wiederum Interaktionen zu anderen Fachgebieten, insbesondere der Soziologie und den Wirtschaftswissenschaften aufweisen.
Wir unterscheiden drei miteinander verflochtene Stränge oder Kategorien:
- Ansätze der Faktorenanalyse
- Ansätze der psychologischen Skalierung
- Aspekte des psychologischen Messens im engeren Sinne, nämlich solche der Testpsychologie

Wichtig ist, dass sich die Psychometrie nicht direkt mit der Entwicklung von Untersuchungsmethoden befasst, sondern mit den allgemeinen Möglichkeiten und Problemen des psychologischen Messens bzw. des Messbarmachens.
Die Skalierung hat ihren Ursprung in der Psychophysik, insbesondere in Arbeiten von Fechner. Herauszuheben sind hier die davon beeinflussten Ansätze von Thurstone, der auch an der Entwicklung der Faktorenanalyse beteiligt war und seinem „Law of comparative judgment“ und dessen Weiterentwicklungen. Hierauf fußen wiederum spezifische Schätzmodelle, wie auch die Entwicklung der Multidimensionalen Skalierung, die ihrerseits mit Ansätzen der Faktorenanalyse verbunden ist. Weitere Entwicklungen waren Methoden der multiplen Skalierung und solche der nicht-dimensionalen Skalierung, wie z. B. das Conjoint Measurement. Aus den psychophysikalischen Ansätzen wurden auch andere normative Modelle entwickelt, die dann die Entwicklung der mathematischen Psychologie beeinflussten. Die Zusammenfassung der mathematischen Psychologie und der Psychometrie wird häufig als quantitative Psychologie bezeichnet.
Ansätze der Faktorenanalyse beeinflussten die Entwicklung bestimmter statistischer Schätzmaße, die Analyse von Kovarianzstrukturen bis zu linearen Strukturgleichungsmodellen. Die Testpsychologie wurde sowohl von der Skalierung, wie auch der Faktorenanalyse stark beeinflusst. Hier entwickelte sich über die klassische Testtheorie die Item-Response Theorie, beeinflusst von normativen Modellen der Skalierung, die wiederum die Entwicklung von Latent-Class-Modellen und Strukturgleichungsmodellen beeinflusste, dies unter wechselseitigem Einfluss der quantitativen Sozialforschung und Ökonometrie. Die Psychometrie ist eine ergiebige Richtung zur Weiterentwicklungen der angewandten Statistik. Sie befruchtet daher viele andere quantitativ arbeitende und mit Problemen des Messens beschäftigte Wissenschaften, wie auch diese wiederum die Psychometrie und ihre Entwicklungen beeinflussen.
Psychometrische Ansätze, insbesondere die Item-Response-Theorie und die linearen Strukturgleichungsmodelle, wurden in den letzten Jahren vor allem auch durch ihre Verwendung im schulpsychologischen Bereich im Rahmen internationaler Schulvergleichsstudien wie z. B. der PISA-Studien weiter entwickelt. Gleiches gilt für ihren Einsatz z. B. im Rahmen der Lernstandserhebungen in Nordrhein-Westfalen oder vergleichbaren Qualitätssicherungsmaßnahmen wie Schulleistungsuntersuchungen in Berlin und anderen Bundesländern.

## Kritik
Bereits Immanuel Kant übte grundsätzliche Kritik an der Vorstellung einer exakt messenden Psychologie, wobei er allerdings nur eine strikt introspektionistische Konzeption von Psychologie angriff. Herbart, der im 19. Jahrhundert die mathematische Psychologie neu begründete, sowie anfänglich auch Wilhelm Wundt wollten Kant widersprechen, übersahen aber dabei das Ziel seiner Kritik. Seitdem dauert diese Auseinandersetzung an und schließt oft die Testpsychologie und die gesamte Methodenlehre der Psychologie ein. Statt die pauschale Frage „Sind psychische Phänomene messbar?“ zu diskutieren, ist jedoch genauer abzugrenzen zwischen:
- den Messungen in der Psychologie als Verhaltenswissenschaft aufgrund objektiver Verhaltensreaktionen, d. h. kognitiver oder motorischer Leistungen, einschließlich ihrer physiologischen, endokrinen, neuronalen Grundlagen (siehe Biopsychologie, Neuropsychologie, Psychophysiologie);
- der Beurteilung von Empfindungsstärken in der Psychophysik als Sonderfall der Psychometrie, wobei die Intensitäten der Reize physikalisch definiert und damit verankert sind;
- der Psychometrie von inneren Zuständen (Gefühlen, Stimmungen) und von latenten Verhaltensdispositionen wie Bedürfnissen, Einstellungen und Persönlichkeitseigenschaften.

Grundsätzlich sollten psychologische Testwerte und andere Untersuchungsdaten die empirischen Merkmalsbeziehungen zutreffend und eindeutig abbilden, also in adäquaten Zahlenverhältnissen ausdrücken. Dabei werden verschiedene Skalenniveaus unterschieden, je nachdem, ob nur die Häufigkeit von Merkmalen gezählt, eine vergleichende Aussage „A ist intelligenter als B“ oder eine Messung im engeren Sinn erfolgt, d. h. mit graduellen Unterschieden auf einer Skala, die aus gleich großen Intervallen wie bei einer Thermometerskala gebildet ist. Die theoretischen Voraussetzungen und die zulässigen oder unzulässigen Rechenoperationen werden in der allgemeinen Skalierungstheorie bzw. Theorie der Messung behandelt und sind auch für die Psychometrie grundlegend.
Für die objektiven Intelligenz- und Leistungstests kann in der Regel eine Intervallskala unterstellt werden. Für subjektive Aussagen über innere Zustände, Erlebnisweisen und Befinden, ist diese Annahme höchst fragwürdig, denn es fehlen die Gleichheit der Intervalle und natürlich die Möglichkeit zur Kontrolle durch andere Beobachter oder zum direkten Vergleich mit der Befindlichkeit anderer Menschen. Dieser Einwand trifft auch die in der Psychologie weit verbreiteten Persönlichkeitsfragebogen und andere Fragebogen, wenn bei deren Auswertung einzelne Aussagen zu Testwerten addiert werden, als ob es sich um metrische Stufen einer Skala handeln würde.
Die messtheoretischen Entscheidungen sind nicht beliebig, doch gibt es sehr unterschiedliche Standpunkte. „Die Skalenqualität einer Messung ist also letztlich von theoretischen Entscheidungen, d. h. von Interpretationen abhängig“. Einige Methodiker begreifen die Messung psychologischer Variablen als ein Prüfen von Strukturhypothesen, stellen also eine enge Beziehung zwischen Messen und psychologischer Theorie her im Sinne einer mathematischen Psychologie. Andere meinen, dass das Skalenniveau der Ausgangsdaten nicht vorab empirisch oder argumentativ begründet werden müsse, es käme nicht darauf an, ob das Skalenniveau „wahr“ sei, sondern ob das Messmodell nützlich ist.
Selbstbeurteilungen liefern keine Messdaten im engeren Sinn, sondern sind subjektive Schätzverfahren mit unbekanntem Skalenniveau, mit vermutlich von Individuum zu Individuum unterschiedlichen, pseudo-numerischen Bezugssystemen. Die Gleichheit der Skalenintervalle ist nicht gegeben und folglich können die Itemwerte nicht einfach zu einem Testwert addiert werden. Über die Konsequenzen dieses Sachverhalts existieren allerdings in der Fachliteratur große Meinungsunterschiede. Können die messtheoretischen Annahmen der Intelligenztests und der naturwissenschaftlichen Verhaltensanalyse ohne Weiteres auf Introspektionen und Selbstbeurteilungen übertragen werden?
Eine nicht geringe Zahl von Psychologen übt erkenntnistheoretische Kritik an einer ihres Erachtens unreflektierten Mess- und Testtheorie und einer pseudo-naturwissenschaftlich ausgerichteten Psychologie. Subjektiv-mentale Phänomene und auch psychologische Eigenschaften würden auf Zahlen reduziert, ohne die Defizite dieser Psychometrie deutlich darzulegen. Die fundamentale Kritik an der „Vermessung des Menschen“ und die Kritik am Reduktionismus verbindet sich häufig mit gesellschaftskritischen Argumenten.
Jedoch wird auch die Gegenposition kritisch diskutiert. Die Kritik, die Psychologie sei nicht experimentell zu erforschen und schon gar nicht mathematisch zu beschreiben, wird u. a. als Schlussfolgerung auf Basis eines auf einem präkonzipierten Begriff des Seelischen ruhenden Verständnisses zurückgewiesen.